# Recuérdame (película)
Remember Me (Recuérdame, según se tradujo en algunos países hispanohablantes) es una película estadounidense romántico-dramática dirigida por Allen Coulter y escrita por Will Fetters y Jenny Lumet, con las actuaciones de Robert Pattinson, Emilie de Ravin, Chris Cooper, Lena Olin y Pierce Brosnan. Se estrenó el 12 de marzo de 2010.

## Argumento
En Nueva York, Ally es una estudiante de la Universidad de Nueva York (NYU) y vive con su padre, Neil, un detective del Departamento de Policía de Nueva York. Tyler Hawkins da clases de auditorías en la Universidad de Nueva York y trabaja en la librería de la universidad. Él y su hermana Caroline tienen una relación tensa con su padre, un hombre de negocios adicto al trabajo, Charles. Una noche, Tyler y su compañero de cuarto, Aidan, se involucran en la pelea de otra persona y son arrestados por Neil. Aidan llama a Charles para que rescate a Tyler, pero él no se queda para conversar con su padre. Aidan ve a Neil dejando a Ally y se da cuenta de que es su hija. Se acerca a Tyler con la idea de vengarse del detective, persuadiéndolo de que se acueste con Ally y lo deje. Tyler y Ally van a cenar y siguen viéndose.
Después de notar un tatuaje en el pecho de Tyler que dice "Michael", Tyler le revela a Ally que su hermano Michael se suicidó hace años; Ally, a su vez, revela que su madre fue asaltada y asesinada a tiros cuando era joven. Aidan aparece en el apartamento de Tyler y conoce a Ally por primera vez, y convence a la pareja de ir a una fiesta, donde Ally bebe demasiado. A la mañana siguiente, luego de un enfrentamiento entre ella y su padre, Ally huye de regreso al departamento de Tyler, donde la pareja consuma su relación.
Caroline, una artista en ciernes, aparece en una exhibición de arte y Tyler le pide a su padre que asista a la exhibición. Cuando no se presenta, Caroline tiene el corazón roto y Tyler lo confronta en una sala de juntas llena de gente, acusando a su padre de distanciarse voluntariamente de sus hijos para nunca sentir el dolor de perder a otro hijo, y padre e hijo llegan a las manos. El compañero de Neil reconoce a Tyler con Ally en un tren; entonces Neil irrumpe en el apartamento de Tyler, descubre la razón inicial por la que conoció a Ally y lo confronta violentamente, lo que obliga a Tyler a confesarle a una angustiada Ally. Aidan visita a Ally en la casa de su padre para explicarle que él tiene la culpa y que Tyler está realmente enamorado de ella.
Caroline es acosada por sus compañeros de clase en una fiesta de cumpleaños en la que le cortan un mechón de pelo. Ally y Aidan visitan el apartamento de la madre de Tyler, donde Caroline llora. Tyler acompaña a su hermana de regreso a la escuela y, luego de más intimidaciones, Tyler se vuelve violento y termina en la cárcel. Charles está impresionado de que Tyler haya defendido a su hermana y se conectan. Charles le pide a Tyler que se reúna con los abogados en su oficina.
Tyler pasa la noche con Ally y se confiesan su verdadero amor. A la mañana siguiente, Charles llama a Tyler para avisarle que llegará tarde, ya que llevará a Caroline a la escuela; Tyler está feliz de que Charles esté pasando tiempo con su hija y le dice que lo esperará en su oficina. Mira en la computadora de Charles, que muestra una presentación de diapositivas de fotos con Tyler, Michael y Caroline cuando eran más jóvenes. Caroline llega a su salón de clases, donde la maestra escribe la fecha en la pizarra como martes 11 de septiembre de 2001. Tyler mira por la ventana de la oficina de su padre, que se revela que está ubicada en el piso 101 de la Torre norte del World Trade Center, dejando al público darse cuenta de que morirá en los próximos ataques.
Una voz en off del diario de Tyler revela que siempre amó a Michael y lo perdona por suicidarse. Tyler está enterrado junto a Michael. Algún tiempo después, Caroline y Charles parecen tener una sana relación padre-hija. Aidan, quien desde entonces se ha hecho un tatuaje con el nombre de Tyler en su brazo, está trabajando duro en la escuela, y Ally se sube al metro en el mismo lugar donde mataron a su madre.

## Respuesta de la crítica
En los Estados Unidos, la película tiene actualmente una calificación a favor en 28% de 108 comentarios emitidos sobre ella en Rotten Tomatoes. También tiene una puntuación "mixta o media» de 40 sobre 100 en Metacritic.
Kirk Honeycutt, de The Hollywood Reporter le dio a la película una crítica positiva, indicando que las escenas «entre Pattinson y de Ravin rezuman encanto genuino». Dice que la puntuación y la cinematografía trajeron «una chispa notable a este drama de corazón». Roger Ebert le dio tres de cuatro estrellas y dijo que es una película «bien hecha. Cuida a los personajes».

## Reparto
| Actor            | Personaje        |
| ---------------- | ---------------- |
| Robert Pattinson | Tyler Hawkins    |
| Emilie de Ravin  | Ally Craig       |
| Pierce Brosnan   | Charles Hawkins  |
| Ruby Jerins      | Caroline Hawkins |
| Chris Cooper     | Neil Craig       |
| Martha Plimpton  | Helen Craig      |
| Lena Olin        | Diane Hirsch     |
| Peyton List      | Samantha         |
| Meghan Markle    | Megan            |